# Sciophila paranensis
Sciophila paranensis är en tvåvingeart som beskrevs av Lynch Arribalzaga 1892. Sciophila paranensis ingår i släktet Sciophila och familjen svampmyggor. Inga underarter finns listade i Catalogue of Life.